# 1169 Alwine
1169 Alwine este un asteroid din centura principală, descoperit pe 30 august 1930, de Max Wolf și Mario Ferrero.